# Передозировка
Передозиро́вка — медицинский термин, описывающий случай приёма лекарственного или наркотического препарата в дозах больше рекомендуемых или больше обычно применяемых. Передозировка лекарства или наркотика может наносить сильный, иногда необратимый вред организму и может приводить к летальному исходу при отсутствии оказания медицинской помощи.
Передозировка (превышение дозы) предполагает существенное превышение безопасной дозы лекарства или наркотика как ошибку, а не намеренное отравление (см., например, случай с Мисс мира Марджори Уоллес).
Особенно опасна передозировка для лиц, принимающих наркотики в форме внутривенных инъекций. В последние годы число случаев передозировки наркотических веществ растёт: в США, к примеру, согласно статистике Центра по контролю и профилактике заболеваний, случаи летального исхода из-за передозировки наркотиков с 1999 по 2004 годы увеличилось вдвое. Бо́льшая часть летальных исходов от передозировки встречается у лиц старше 30 лет, тогда как у более молодых потребителей веществ стабилен уровень передозировок не со смертельным исходом.

## МКБ-10
В МКБ-10 передозировки кодируются рубриками T36—T50.
Нередки отравления:
- T39.0 салицилатами (например, ацетилсалициловой кислотой — аспирином);
- T40.1 героином;
- T40.2 другими опиоидами (например, кодеином, морфином);
- T40.3 метадоном;
- T40.5 кокаином;
- T40.9 другими и неуточнёнными психодислептиками (галлюциногенами; например, мескалином, псилоцином, псилоцибином);
- T42.3 барбитуратами;
- T42.4 бензодиазепинами;
- T43.6 психостимулирующими средствами, характеризующимися возможностью пристрастия к ним (кроме кокаина; например, амфетамином, метамфетамином).

Бо́льшая часть случаев передозировок наркотических средств приходится на опиаты: как героин, так и кустарно изготовленные опиаты (70—80 %). Передозировка опиатов вызывает постепенную остановку дыхания. Реже встречаются передозировки, связанные с приёмом психотропных веществ других групп: барбитуратов, галлюциногенов, амфетаминов, каннабиноидов.

## Антидоты
При пероральном приеме рекомендуется использовать промывание желудка и прием энтеросорбентов. Для определённых передозировок доступны конкретные противоядия. Например, налоксон является антидотом для опиатов, таких как героин или морфий. Точно так же, бензодиазепиновая передозировка может быть эффективно устранена флумазенилом.
Передозировка некоторыми веществами, такими как марихуана, ЛСД и псилоцибин, не несёт вреда для здоровья и жизни, однако может быть крайне неприятной, тем более, для этих веществ отсутствуют антидоты (однако облегчить состояние принявшего могут атипичные нейролептики).

### Комментарии
1. ↑  По данным 2020 года, количество смертей от передозировки героина и фентанила (синтетический аналог героина) в США составляет около 100 000 в год[4]